# Barh Sara
Barh Sara er et af de tre departementer, som udgør regionen Mandoul i Tchad.
8°20′32″N 17°45′55″Ø / 8.3422°N 17.7653°Ø